# Platoon
Série
Né un 4 juillet
(1989)
Pour plus de détails, voir Fiche technique et Distribution.
Platoon est un film de guerre américano-britannique écrit et réalisé par Oliver Stone, sorti en 1986.
L'action se déroule pendant la guerre du Viêt Nam. Il est en partie inspiré par la propre vie du réalisateur, qui s'est lui-même engagé comme volontaire pour la guerre du Viêt Nam où il a été blessé à deux reprises.
Il est le premier film d'une trilogie ayant pour thème la guerre du Viêt Nam. Il est suivi par Né un 4 juillet en 1989 et Entre ciel et terre en 1993.
Le film remporte l'Oscar du meilleur film en 1987. En 2007, American Film Institute classe Platoon à la 83e place de l'AFI's 100 Years...100 Movies.

## Synopsis
En 1967, le jeune Chris Taylor, un Américain souhaitant servir son pays, décide de s'engager volontairement dans l'US Army au cours de la guerre du Viêt Nam. Affecté à la 25e division d'infanterie, dans une section (« platoon » en anglais) qui a subi des pertes lors de récents combats, son enthousiasme s'évanouit rapidement tandis qu'il effectue d'interminables patrouilles de jour et de nuit, et qu'il s'épuise à creuser des trous servant comme position de défense, corvées données aux « bleus » comme lui.
Lors d'une patrouille dans la jungle, une embuscade Viet Minh le blesse légèrement. Par la suite, il est peu à peu intégré au sein du groupe par les soldats plus expérimentés de sa section. C'est là qu'il commence à comprendre comment fonctionne réellement la section à laquelle il appartient. Le chef de section, le lieutenant Wolfe ne parvient pas à s'imposer. Il s'efface devant celui qui incarne la véritable autorité dans l'unité, le sergent-chef Barnes, un vétéran sept fois blessé, dur et impitoyable, qui « croit profondément à cette guerre ». La plus grande partie des hommes de la section adule Barnes. Les autres forment le clan des « planeurs », désabusés et fumeurs de marijuana, dont la figure de proue est le sergent Elias.
Lors d'une autre patrouille, la section découvre un complexe de casemates Viêt-Cong dissimulées. Alors qu'ils fouillent une cache, deux soldats sont tués par l'explosion d'un piège. Après avoir quitté les casemates, les soldats découvrent le cadavre d'un troisième des leurs (Manny), disparu alors qu'il était posté en sentinelle lors de la fouille des bunkers.
L'unité poursuit alors sa route jusqu'à un village où des combattants Viêt-Cong auraient été aperçus. Ils y trouvent de la nourriture en masse et des caches d'armes. Les habitants disent avoir été forcés par les forces nord-vietnamiennes à les aider. Fatigués et à cran, les soldats commencent à fouiller les maisons et à interroger les paysans. L'incompréhension linguistique mutuelle s'ajoute à la colère des soldats, qui viennent de perdre trois de leurs camarades ; ils deviennent de plus en plus brutaux. De son côté, le sergent-chef Barnes interroge le chef du village, secondé par un interprète. En rage, il exécute la femme du chef devant lui et menace sa fille. C'est alors que le sergent Elias intervient. Les deux sous-officiers se mettent à se battre, encouragés par leurs partisans respectifs. Le chef de section, le lieutenant Wolfe, s'avère une fois de plus incapable de faire preuve d'autorité. Dans le même temps, Taylor sauve deux enfants du village sur le point d'être violés par certains de ses camarades. La section repart après avoir mis le feu au village.
Après l'incident de l'interrogatoire, le sergent Elias se plaint à son capitaine, qui promet la cour martiale à Barnes si les faits viennent à être avérés. La sympathie de Taylor, d'abord acquise à Barnes, penche maintenant pour le sergent Elias, tandis que ceux qui suivent Barnes parlent d'assassiner Elias pour l'empêcher de témoigner. Taylor constate qu'il y a désormais une « guerre civile dans la section », entre les partisans de Barnes et ceux d'Elias.
Lors d'une nouvelle patrouille, la section est prise en embuscade par des Viêt-Congs et subit de nouvelles pertes. Le lieutenant Wolfe se trouve à nouveau désemparé, mais montre aussi son incompétence en transmettant de mauvaises coordonnées à l'artillerie. Quand il s'aperçoit que les obus alliés s’abattent sur eux et non sur les ennemis, Barnes le rudoie, mettant fin à ce qui restait d'autorité à Wolfe.
Peu après, Elias propose d'emmener quelques hommes avec lui pour parer à une probable attaque ennemie sur leur flanc. Il a l'approbation de Barnes. Elias part donc avec trois hommes, dont Taylor. La tactique fonctionne, mais Barnes arrive et ordonne aux trois soldats qui accompagnaient Elias de se replier, affirmant qu'il va lui-même aller le chercher. Il part effectivement à sa recherche mais, dès qu'il le rencontre, l'abat froidement, Elias regardant d'un œil incrédule son rival tout en chutant au sol. Revenant sur ses pas, Barnes croise Taylor, à qui il annonce qu'Elias a été tué au combat.
Les hommes se rendent au point d'évacuation où ils embarquent dans des hélicoptères. Tandis que les derniers engins décollent, Taylor et plusieurs de ses camarades aperçoivent Elias au sol, en train de courir en leur direction, poursuivi par des dizaines de soldats Viet-Cong. Mais, à cause du danger, il leur est impossible de descendre à son secours. Le sergent Elias finit par être achevé par ses poursuivants. Taylor commence alors à tenir Barnes pour responsable de sa mort.
De retour à la base, Taylor propose à ses amis de tuer Barnes afin de venger Elias. Une vive discussion s'ensuit, interrompue par l'arrivée inopinée de Barnes parmi eux. Taylor se jette sur lui mais a le dessous, sauvé uniquement par l'intervention de ses camarades qui raisonnent Barnes qui se préparait à le tuer.
Plus tard, la compagnie de Taylor est renvoyée sur le front, dans la même zone où une attaque ennemie d'envergure se prépare. Presque tous les membres de sa section meurent dans la bataille, pilonnés par le feu ennemi et une attaque aérienne américaine au napalm, lancée sur la zone en désespoir de cause pour arrêter l’avance Viet Cong. Taylor survit au bombardement. Il retrouve conscience à l'aube après la bataille. Titubant, il se saisit d'un fusil Type 56, (fabriqué sur le modèle de l'AK-47 en RPC ) ennemi et commence à errer sans but dans la jungle jonchée de cadavres. Parmi ceux-ci, il retrouve le corps du sergent Barnes, semi inconscient et blessé durant les combats. Alors que Barnes se réveille et le regarde, Taylor lui tire dessus et le tue.
Blessé pour la seconde fois, Taylor est finalement évacué par hélicoptère et rapatrié aux États-Unis. Alors que l'hélicoptère s'éloigne, il voit son camarade Rhah se frapper la poitrine en criant, comme un acte de résilience après ce carnage qu'ils ont vécu. Dans une phrase dite voix off, Taylor affirme que bien que la guerre soit maintenant terminée pour lui, elle restera avec lui pour le reste de sa vie.

## Fiche technique
- Titre : Platoon
- Titre original : Platoon
- Réalisation : Oliver Stone
- Scénario : Oliver Stone
- Photographie : Robert Richardson
- Montage : Claire Simpson
- Musique originale : Georges Delerue et Stephen Foster (non crédité)
- Décors : Bruno Rubeo
- Direction artistique : Rodell Cruz et Sherman Williams
- Production : Arnold Kopelson
  - Coproduction : A. Kitman Ho
  - Production exécutive : John Daly et Derek Gibson
- Sociétés de production : Hemdale et Cinema 86
- Sociétés de distribution : Orion Pictures (États-Unis), Rank Film Distributors (Royaume-Uni), 20th Century Fox (France[3])
- Budget : 6 000 000 $[4]
- Pays de production :  États-Unis,  Royaume-Uni
- Langues originales : anglais, vietnamien
- Genre : drame, film de guerre
- Durée : 120 minutes
- Dates de sortie[5] : 
  - États-Unis : 19 décembre 1986 (première à New York et à Los Angeles), 24 décembre 1986 (sortie nationale)
  - France : 25 mars 1987
  - Royaume-Uni : 24 avril 1987
- Classification :
  - États-Unis : R - Restricted[6]
  - Royaume-Uni : Interdit aux moins de 15 ans[6]
  - France : interdit aux moins de 12 ans[7]
- Affiche : Bill Gold (États-Unis)

## Distribution
- Charlie Sheen (VF : Éric Legrand) : le soldat Chris Taylor / le narrateur
- Tom Berenger (VF : Dominique Collignon-Maurin) : le sergent-chef Bob Barnes
- Willem Dafoe (VF : Marc François) : le sergent Elias Grodin
- Forest Whitaker : Big Harold
- Corey Glover (VF : Pascal Légitimus) : Francis
- Francesco Quinn (VF : Pascal Renwick): Rhah
- John C. McGinley (VF : Patrick Poivey) : le sergent Red O'Neill
- Richard Edson : Sal
- Keith David (VF : Med Hondo) : King
- Kevin Dillon (VF : William Coryn) : Bunny
- Johnny Depp (VF : Michel Derain) : Lerner[8]
- Mark Moses (VF : Guy Chapelier) : le lieutenant Wolf
- Dale Dye (VF : Richard Darbois) : le capitaine Harris
- Tony Todd (VF : Robert Liensol) : Warren
- Oliver Stone : un officier
- David Neidorf (VF : Georges Berthomieu) : Tex
- Chris Pedersen (VF : Daniel Russo) : Crawford
- J. Adam Glover (VF : Vincent Ropion) : Sanderson
- Chris Castillejo (VF : Daniel Lafourcade) : Rodriguez
- Reggie Johnson (VF : Sady Rebbot) : Junior

Sources et légende : Version française (VF) sur Voxofilm

## Production

### Genèse
Oliver Stone pensait réaliser un film sur la guerre du Vietnam depuis plus de vingt ans, lorsqu'il fut engagé volontaire dans le bourbier asiatique. Son film d'école dans la classe de Martin Scorsese, Dernière année au Viêt Nam (Last Year in Viet Nam) évoquait déjà son traumatisme de l'expérience de la guerre. Son premier scénario rédigé en 1976 est une version brute de ce qui deviendra Platoon. Mais son script est refusé partout. Il lui sert quand même à se faire accepter comme scénariste pour l'écriture du succès critique et commercial Midnight Express en 1979. Par ce biais, il devient l'un des scénaristes les plus en vue de Hollywood (Conan le Barbare, Scarface ou L'Année du dragon). Il accepte même de tourner son troisième film, Salvador, sans être payé, à condition d'avoir le financement, six millions de dollars, pour Platoon qui sortira en décembre 1986 aux États-Unis et mars 1987 pour la France.

### Tournage

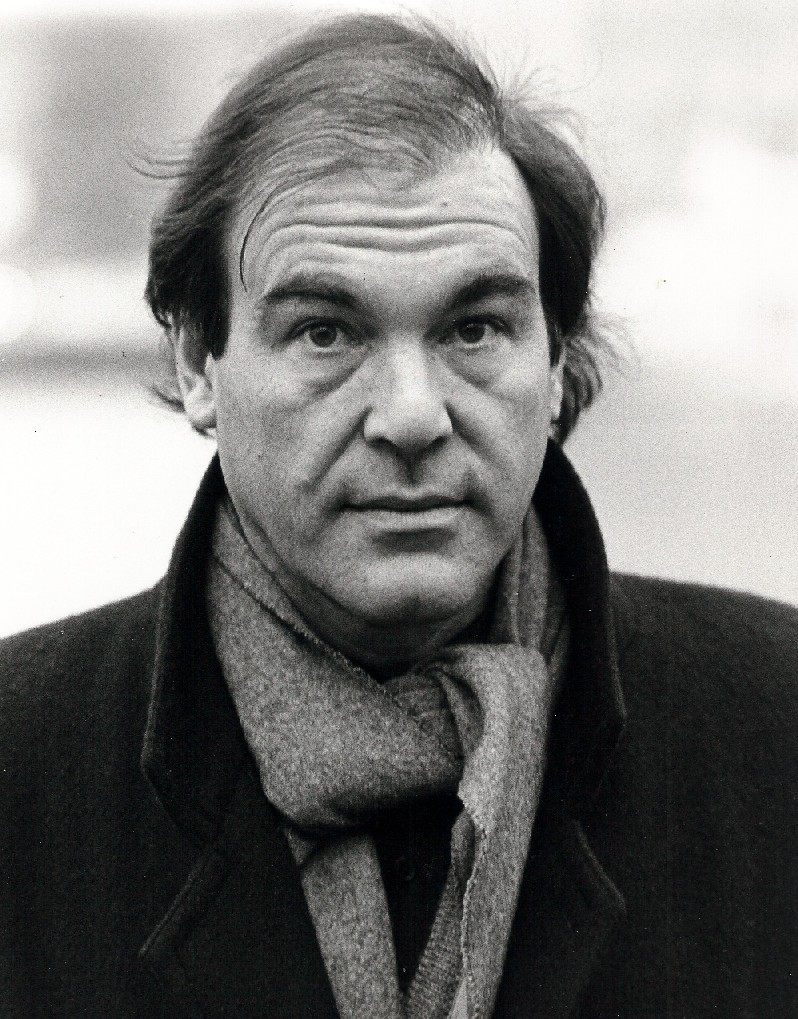
Le réalisateur Oliver Stone en 1986.

Le tournage du film faillit être purement annulé du fait du déclenchement d'une révolution contre le leader des Philippines Ferdinand Marcos quelques jours avant le début du tournage. Oliver Stone décida de tenter sa chance et tourna juste au sortir de la révolution.
Afin de les préparer au mieux à leur rôle, Oliver Stone et son conseiller militaire, Dale Dye, décidèrent de recréer un camp d'entraînement et de faire subir aux acteurs deux semaines d'entraînement à la guerre telle qu'elle était en 1967-1968. Après s'être fait raser les cheveux, les acteurs ont suivi un programme comprenant des marches à pied, des embuscades, des tours de garde, des attaques nocturnes… Le but était de les imprégner de la vie des vrais soldats au Vietnam et leur faire perdre leur aspect « civil » pour les faire devenir des « soldats » auxquels les vétérans pouvaient s'identifier.
Dans le DVD du film (version ultimate collection), les acteurs racontent à quel point pendant le tournage, Oliver Stone se comportait avec eux comme un officier l'aurait fait avec ses soldats.

## Bande originale
La musique originale est composée par Georges Delerue. Le film contient cependant d'autres compositions et morceaux non originaux :
1. Samuel Barber - Adagio for String / The Village
2. Smokey Robinson et The Miracles - Tracks of my Tears
3. Merle Haggard - Okie from Muskogee
4. The Doors - Hello, I Love You
5. Jefferson Airplane - White Rabbit
6. Orchestre symphonique de Vancouver - Barnes Shoots Elias
7. Aretha Franklin - Respect
8. Otis Redding - (Sittin' On) The Dock of the Bay
9. Percy Sledge - When a Man Loves a Woman
10. The Rascals - Groovin'
11. Orchestre symphonique de Vancouver - Adagio for String…

## Accueil

### Accueil critique
Sur le site agrégateur de critiques Rotten Tomatoes, le film obtient un score de 88 % d'avis favorables, sur la base de 68 critiques collectées et une note moyenne de 8,40/10 ; le consensus du site indique : « Nourri par les expériences personnelles du réalisateur Oliver Stone au Vietnam, Platoon renonce au sermon facile au profit d'une vision déchirante et à raz de terre de la guerre, renforcée par des performances sans failles de Charlie Sheen et Willem Dafoe ». Sur Metacritic, le film obtient une note moyenne pondérée de 92 sur 100, sur la base de 16 critiques collectées ; le consensus du site indique : « Acclamation générale » (Universal acclaim).
En France, le site Allociné propose une note moyenne de 4,6/5, sur la base de 5 critiques de presse collectées.

### Box-office
Le film est un succès. Il cumule plus de 138 millions de dollars sur le sol nord américain, soit le 3e meilleur résultat du box-office local annuel. En France, il frôle les 3 millions d'entrées et se classe 5e des meilleurs recettes au box-office de l'année 1987.
| Pays ou région    | Box-office        | Date d'arrêt du box-office | Nombre de semaines |
| ----------------- | ----------------- | -------------------------- | ------------------ |
| États-Unis Canada | 138 530 565 $     | 25 juin 1986               | 27                 |
| France            | 2 977 785 entrées |                            | -                  |
| Total mondial     | 152 963 328 $     | -                          | -                  |

## Distinctions
Source et distinctions complètes:

### Récompenses
- Oscars 1987
  - meilleur film
  - meilleur réalisateur
  - meilleur montage
  - meilleur son
- ASCAP Awards 1988
  - Prix Top Box-office pour Georges Delerue
- Golden Globes 1987 :
  - meilleur film dramatique
  - meilleur réalisateur
  - meilleur acteur dans un second rôle pour Tom Berenger
- Berlinale 1987
  - Ours d'argent du meilleur réalisateur pour Oliver Stone
- Eddie Awards 1987
  - meilleur montage pour Claire Simpson
- Independent Spirit Awards 1987
  - meilleur film
  - meilleure photographie pour Robert Richardson
  - meilleur réalisateur pour Oliver Stone
  - meilleur scénario pour Oliver Stone
- Awards of the Japanese Academy 1988
  - meilleur film en langue étrangère
- BAFTA 1988
  - meilleur réalisateur pour Oliver Stone
  - meilleur montage pour Claire Simpson

### Nominations
- Oscars 1987
  - meilleur acteur dans un second rôle pour Tom Berenger et Willem Dafoe
  - meilleure photographie pour Robert Richardson
  - meilleur scénario original pour Oliver Stone
- Golden Globes 1987
  - meilleur scénario pour Oliver Stone

### Classements honorifiques
- 83e dans le Top 100 de l'American Film Institute
- 72e dans le classement AFI's 100 Years...100 Thrills
- 86e dans le classement AFI's 100 Years...100 Movies (édition 10e anniversaire)

## Analyse
Le sujet central du film est le combat des deux sergents, Barnes et Elias, deux figures paternelles pour le jeune soldat Chris Taylor qui hésite entre les deux.
Barnes symbolise la force brutale, aveugle, le bras armé d'un État, celui qui ne sait que tuer dans la vie. Finalement, cette force se révèle incontrôlable. À l'opposé, Elias est la conscience morale, celui qui refuse de s'avilir même quand l'ennemi est lui-même cruel. Il représente une figure christique dans le film ; à plusieurs reprises, on le voit les bras en croix. C'est aussi celui qui est sans doute le plus lucide car il ne croit pas à la victoire. Finalement, comme il le dit à la fin du film, Taylor se sent comme né de ces deux pères différents. À un second niveau, on peut y voir une Amérique scindée entre les « va-t'en-guerre » qui veulent une victoire, quel qu'en soit le prix, et ceux qui pensent qu'à ce jeu l'Amérique perd son âme dans une guerre perdue d'avance.
Ce film montre aussi des aspects dérangeants de la guerre du Viêt Nam comme l'abus d'autorité des soldats aguerris sur les bleus, l'assassinat d'officiers impopulaires (on parlait de « fragging » ou « fragmentation »), le fait que la plupart des simples soldats sont des gens du peuple.
On peut faire un parallèle autobiographique, Oliver Stone lui-même s'étant engagé volontairement. Mais le film n'en est pas moins anti-guerre. De plus, le langage dans les répliques est la plupart du temps injurieux ou vulgaire ; on sent que le dérapage de ces soldats, plongés dans une guerre dont ils ne comprennent pas la stratégie militaire et à laquelle ils étaient mal préparés psychologiquement, est à chaque instant possible, (dérapage qui aura lieu lors de la séquence inspirée du massacre de My Lai).

## Autour du film

### Produits dérivés
Le film a été novelisé par Dale A. Dye, vétéran lui-même, (capitaine de l'USMC) et devenu par la suite conseiller technique militaire pour le cinéma.
Platoon a été adapté par deux fois en jeu vidéo :
- Platoon, sorti en 1987 sur Amiga, Amstrad CPC, Apple II, Atari ST, Commodore 64, DOS, NES et ZX Spectrum
- Platoon, sorti en 2002 sur Windows